# Marsha Berger
Marsha J. Berger (née en 1953) est une informaticienne américaine. Ses domaines de recherche portent sur l'analyse numérique, la dynamique des fluides computationnelle et le calcul parallèle haute performance. Elle est titulaire de la chaire Argent d'informatique et de mathématiques au Courant Institute of Mathematical Sciences de l'Université de New York.
Berger est élue à l'Académie nationale d'ingénierie des États-Unis en 2005 pour avoir développé des algorithmes et des logiciels de raffinement de maillage adaptatif qui ont des applications d'ingénierie avancées, en particulier l'analyse des aéronefs et des engins spatiaux.

## Biographie
Elle obtient son baccalauréat en mathématiques de l'Université d'État de New York à Binghamton en 1974. Elle obtient ensuite une maîtrise et un doctorat en informatique de l'Université Stanford en 1978 et 1982.
Les recherches de Berger portent sur le calcul parallèle haute performance, l'analyse numérique et la dynamique des fluides computationnelle. Plus précisément, elle développe des logiciels et des applications d'ingénierie pour les industries spatiales et aéronautiques. Berger travaille au Laboratoire national d'Argonne en tant que programmeur scientifique après avoir obtenu son diplôme de SUNY. Ses tâches spécifiques comprennent le développement de modèles pour la division des systèmes énergétiques et environnementaux. Pendant son séjour à Stanford, elle s'associe au Stanford Linear Accelerator Center. Après avoir obtenu son doctorat, elle commence à travailler au Courant Institute of Mathematical Sciences de l'Université de New York, d'abord en tant que postdoc, puis en tant que membre du corps professoral. Berger est directrice adjointe du Courant Institute et est toujours éducateur à NYU.
Berger reçoit le Presidential Young Investigator Award, de la Fondation nationale pour la science, en 1988. Elle reçoit un autre prix de la NSF en 1991, cette fois un prix de la faculté pour les femmes. En 2002, Berger reçoit le prix du logiciel de l'année de la NASA pour Cart3D. En 2000, Berger est élue à l'Académie nationale des sciences. En 2004, elle reçoit le Prix Sidney-Fernbach. En 2005, Berger est élue à l'Académie nationale d'ingénierie des États-Unis. Elle est l'une des deux lauréates 2019 du Prix Norbert-Wiener pour les mathématiques appliquées. De plus, Berger est membre de la Society for Industrial and Applied Mathematics.